# Havenbuurt
Havenbuurt is een buurtschap in de gemeente Waterland, in de Nederlandse provincie Noord-Holland. Het is een van de buurtschappen die de leef- en- woongemeenschap van het voormalig eiland Marken vormen.
Havenbuurt vormt samen De Kets en Kerkbuurt het centrum van Marken. Havenbuurt is gelegen tussen De Kets en Kerkbuurt. Havenbuurt is een van de buurtschappen van Marken die niet is ontstaan op een werf. De Havenbuurt is ontstaan als een buurtje bij de haven van Marken. De visserij werd steeds meer de hoofdmoot in de 17e en 18e eeuw. Een echte haven voor de visserij was er lang niet. Het duurde tot de 19e eeuw dat er een haven kwam. De grote haven werd in 1837 ook de echte haven van het eiland aangelegd en in 1870 werd de haven nog uitgebreid. De aanleg van de Afsluitdijk in 1932 betekende een eind aan deze bron van inkomsten.
De haven is zich daarna steeds meer gaan richten op het toerisme. In het begin van de 20e eeuw wordt de Havenbuurt getroffen door een overstroming. Met name de huizen die aan de haven zelf stonden werden flink aangetast in 1916. De vrijstaande visserswoningen aan de haven dateren dan ook van na deze overstroming; voor het toerisme zijn er later nogal wat van omgebouwd tot winkels en restaurants. Buiten de eigenlijke haven vindt men nog wel de oudere bewoning. De haven kende van oorsprong veel huizen op houten palen, met name langs de dijk. De meeste huizen op palen zijn aangepast. De benedenverdiepingen werden dichtgemaakt en werden zo als extra woonruimte in gebruik genomen. De Havenbuurt is samen met de Kerkbuurt het door toeristen drukst bezochte deel van Marken.

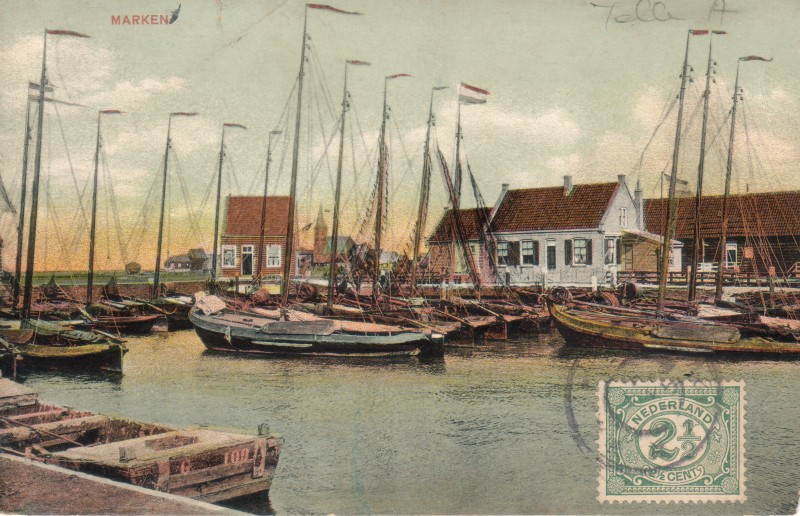
Havenbuurt in het begin van de 20e eeuw

Stad: Monnickendam

Dorpen en gehuchten: Broek in Waterland · Ilpendam · Katwoude · Marken · Purmer (De Purmer) (deels) · Uitdam · Watergang · Zuiderwoude

Buurtschappen: Achterdichting · De Kets · Grotewerf · Havenbuurt · Het Schouw (deels) · Kerkbuurt · Minnebuurt · Moeniswerf · Overleek · Rozewerf · Wittewerf · Zedde

Noord-Holland: Steden en dorpen in Noord-Holland      Nederland: Provincies · Gemeenten